# 招き猫
招き猫（まねきねこ）は、前足で人を招く猫の形の置物。
猫は農作物や蚕を食べるネズミを駆除するため、古くは養蚕の縁起物でもあったが、養蚕が衰退してからは商売繁盛の縁起物とされている。

## 概要
招き猫の色は従来白または黒が主流だったが、近年は風水ブームの影響もあり各種の色が見られる。それぞれの色に意味付けを行い、得られる御利益も異なるとすることも多い。白、または白地に三毛猫の斑が入るものは汎用の「開運招福」。黒猫は夜目が利くことを買われたのか「厄除安全」。檀王法林寺（京都市左京区）の主夜神尊のお使いでもある。金色は「金運満足」。赤は「健康長寿」。疱瘡神が嫌う色だとされていたことから。ピンクは「恋愛成就」。黄色は「金運繁栄」。風水では黄色は金運を呼ぶ色であり、また五行説では黄色は土を表し、土は金を生むことから。
福の字が逆さまに書かれていることがあるが、これは倒福を参照。
現在、招き猫の日本一の生産地は愛知県常滑市である。他の名産地としては同県瀬戸市があり、ともに主として陶器製である。ほかに群馬県の高崎市近郊などで、特産の達磨と同様な製法で生産されている。さらに近年はプラスチック製品なども登場し、今でも毎年数多くの招き猫が流通している。ソーラーパネルからの電力で実際に招く動作を繰り返す玩具なども製品化されている。

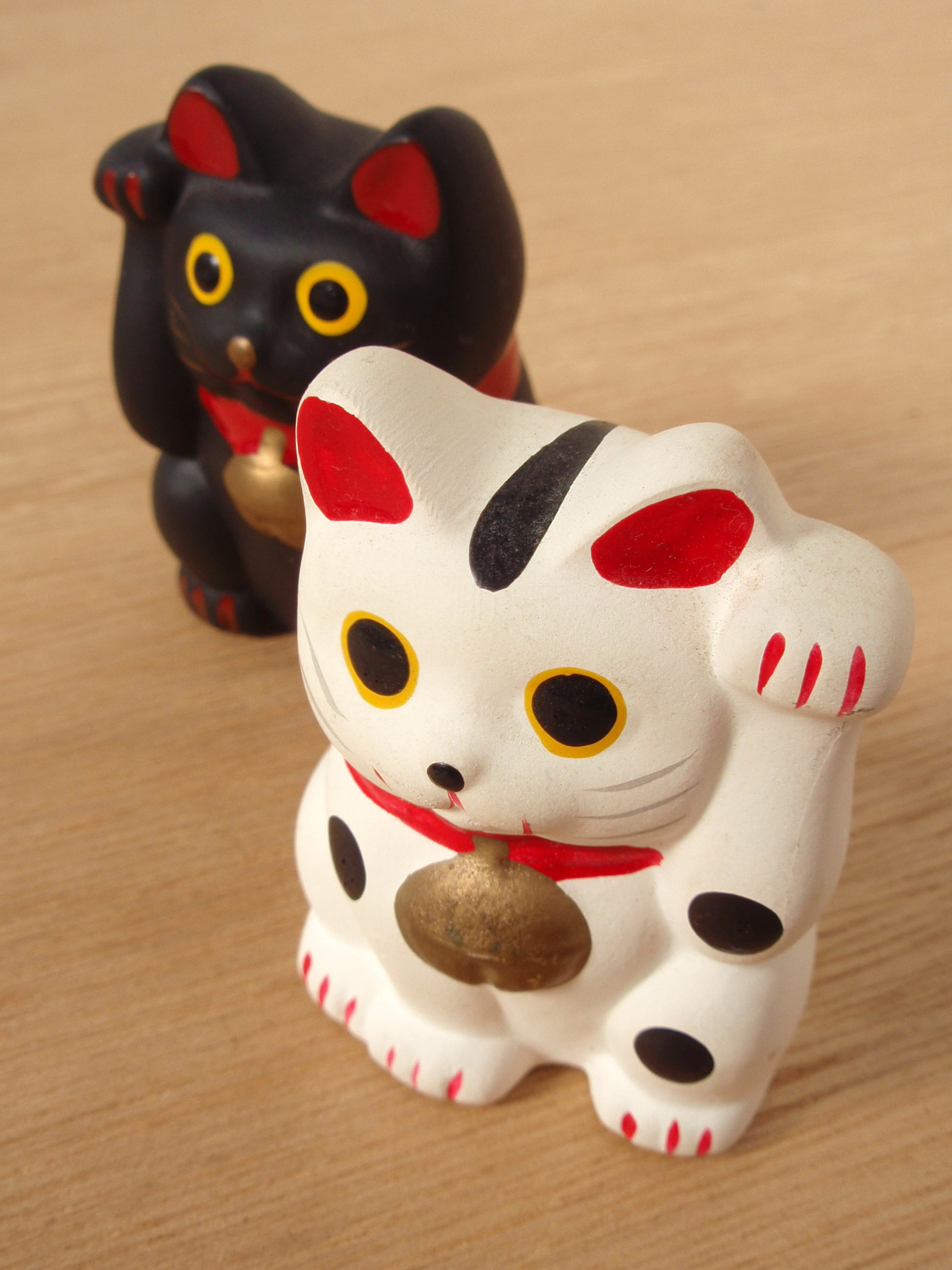
白黒セットの招き猫
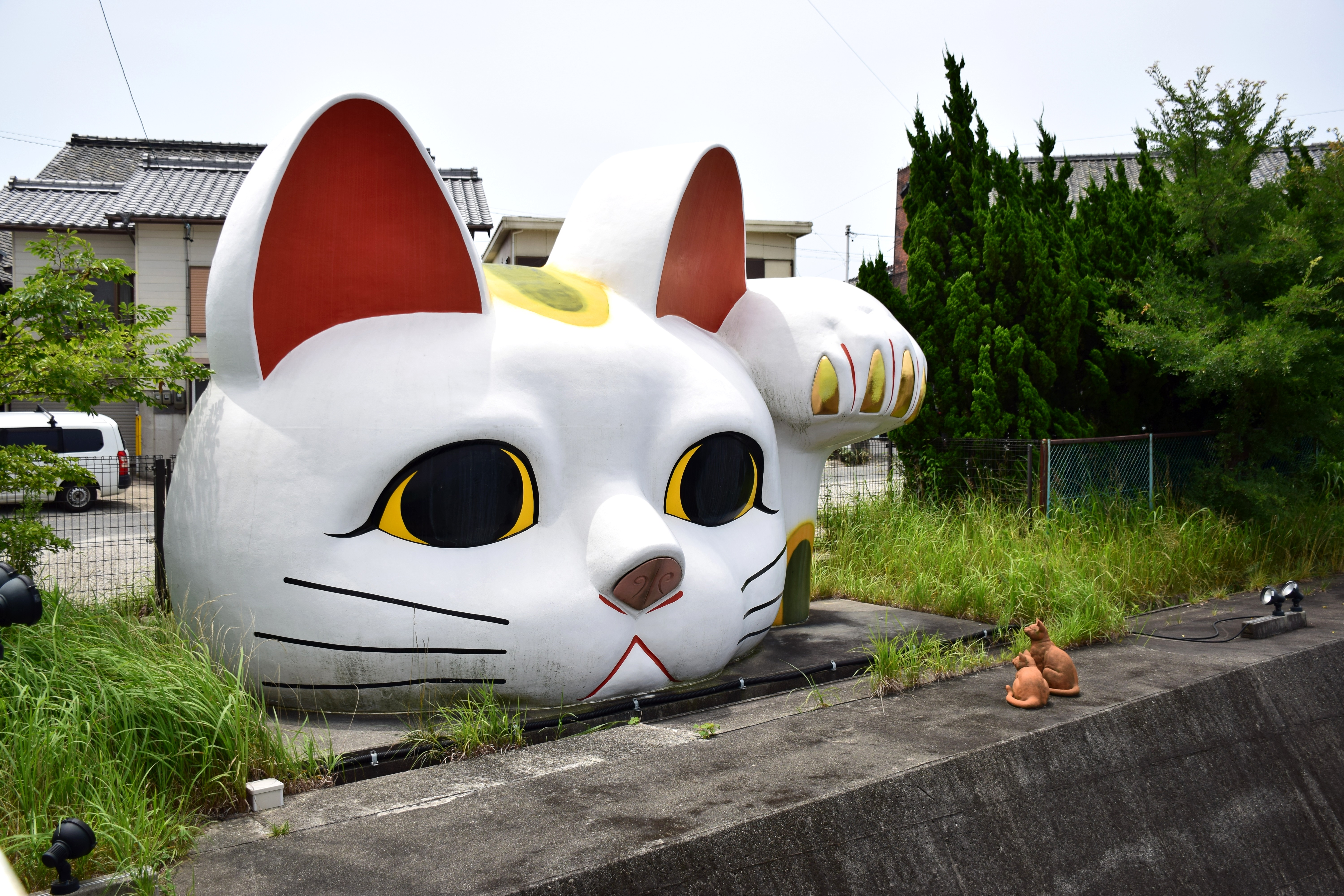
とこなめ招き猫通りの巨大招き猫「とこにゃん」（常滑市）
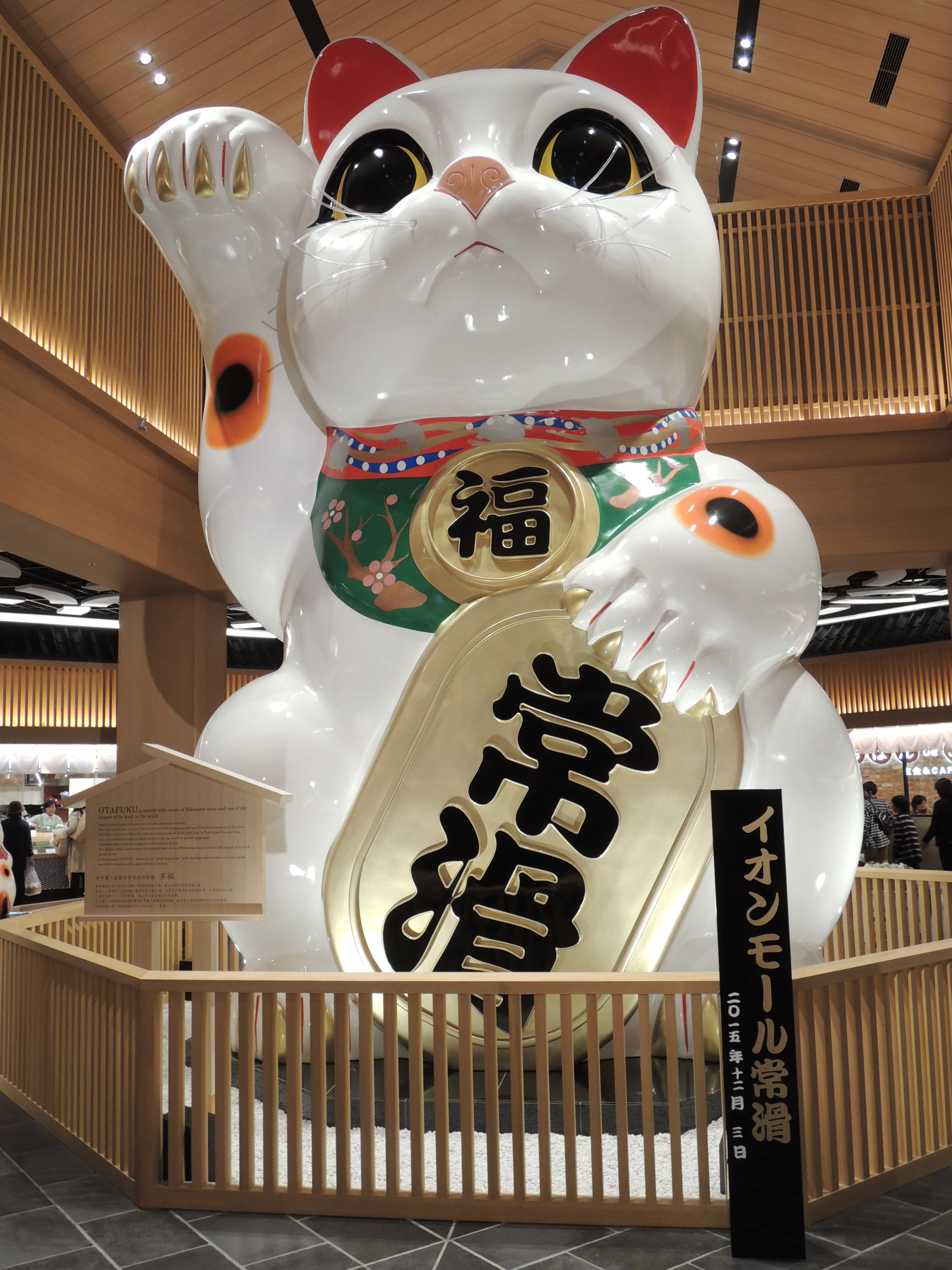
イオンモール常滑に設置されている高さ7mの招き猫「お多福」

### 日本国外の招き猫
中国でも街角にて、手を振る機能を備えた、金色の招き猫を見ることがある。多くは左手に“千両小判”を持っている。台湾では1990年代の日本文化ブーム以来、日本と同じ型の招き猫を店先やレジスターの後ろなどに置いている店が多い。アメリカ合衆国ニューヨークの中国人街では招き猫はポピュラーな存在であり、レストランの入り口などに日本のものとほぼ同じ型の招き猫がよく置かれている。
招き猫はアメリカでも人気があり、お土産用や輸出用としても製作されている。これらは "welcome cat" や "lucky cat" と呼ばれる（特にドル硬貨を抱えたものを "dollar cat" と呼ぶ）。ただし、手の方向が日本と逆向きで、手の甲に当たる部分を前に向けている。これは手招きする手のジェスチャーが、日本とアメリカでは逆であるという文化の相違に起因する。

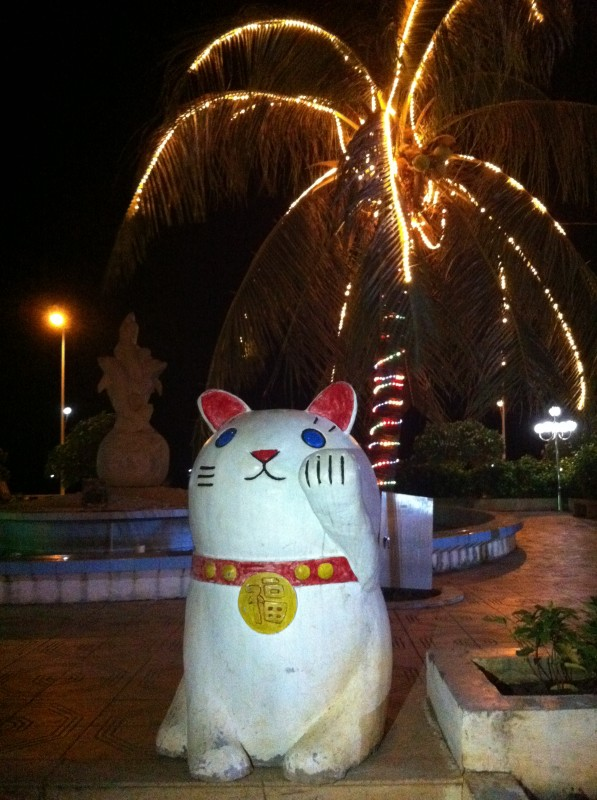
ベトナムの公園に設置された招き猫
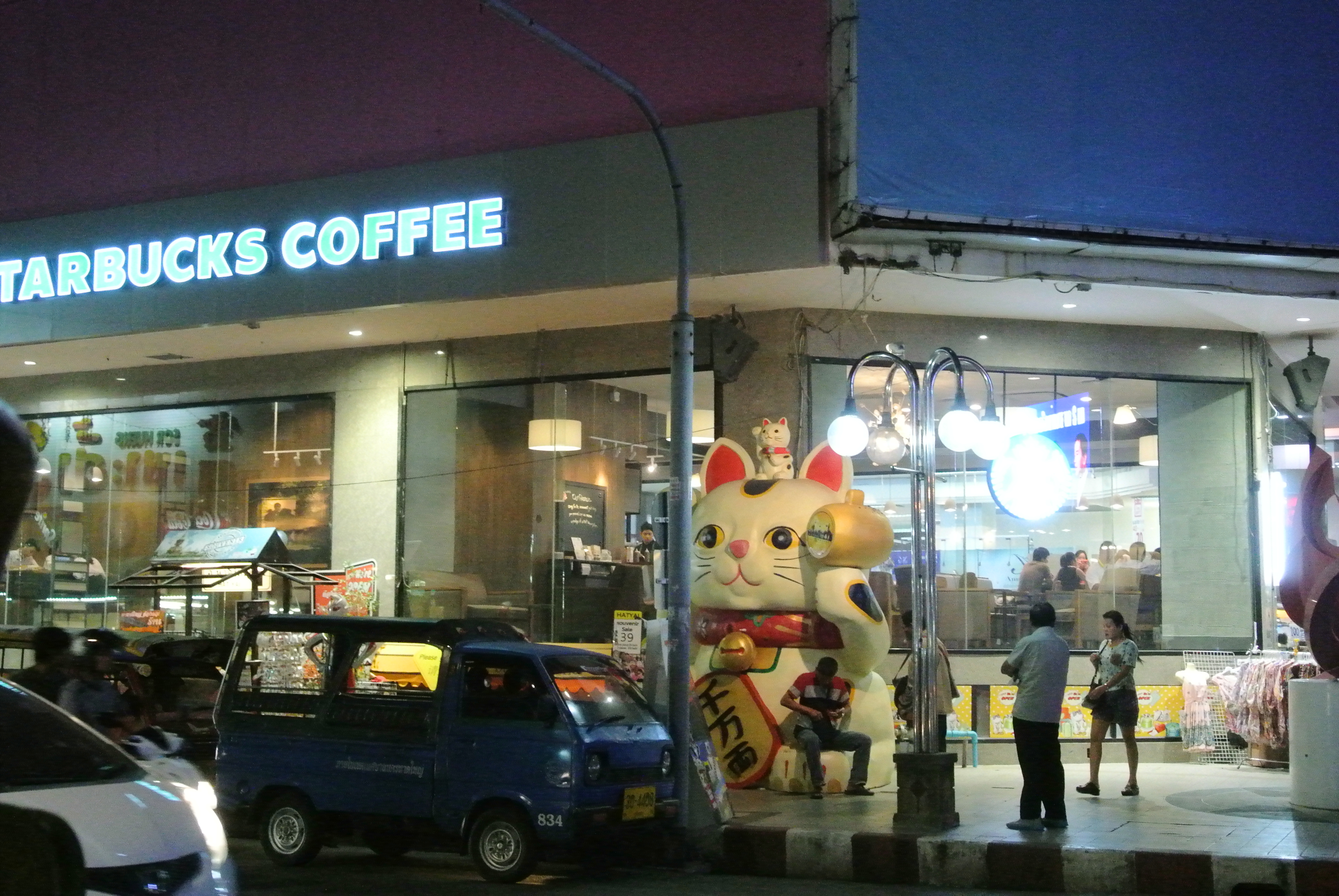
タイ国ソンクラー県のOdeanデパート前の招き猫
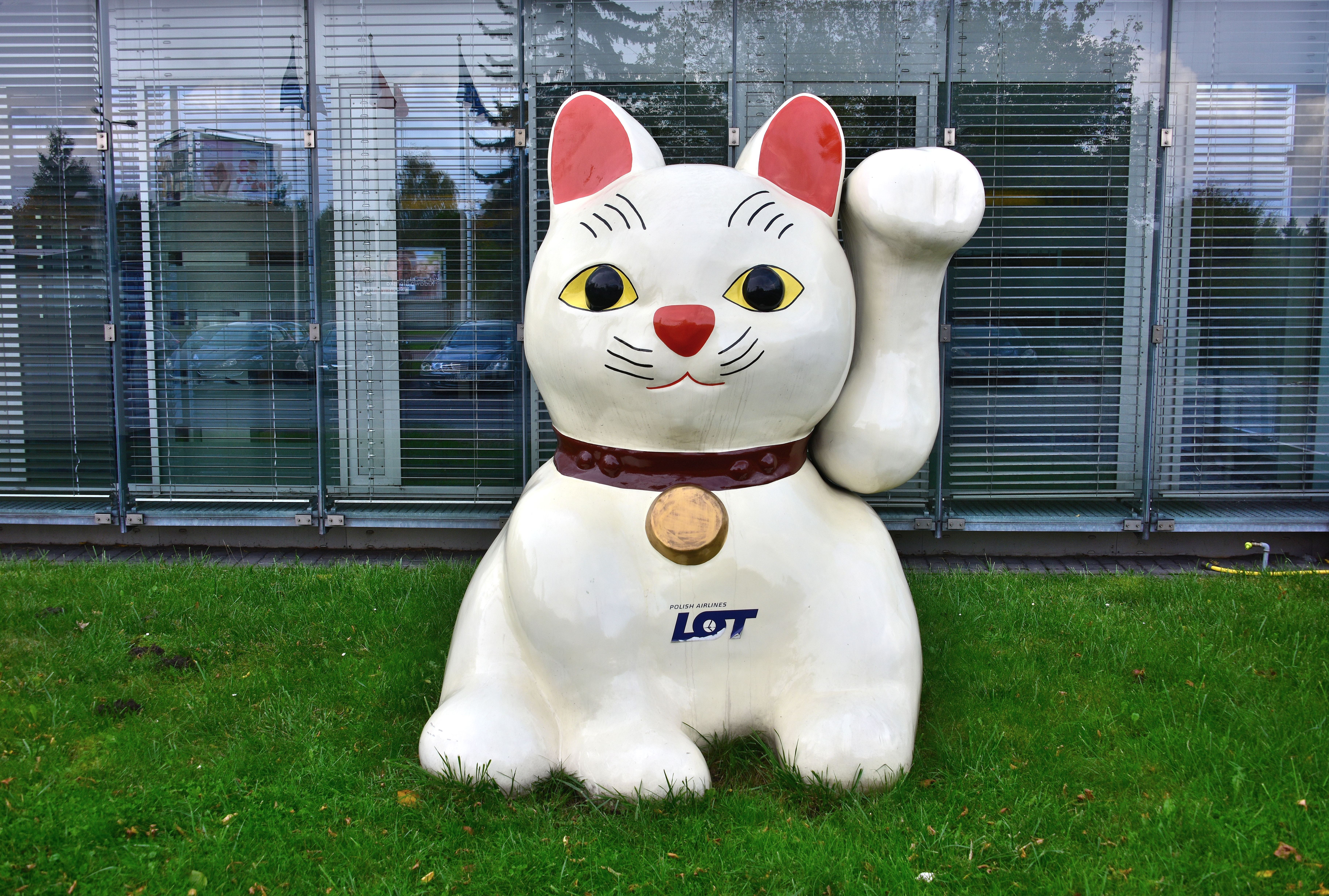
ワルシャワのポーランド航空本社前のマスコット
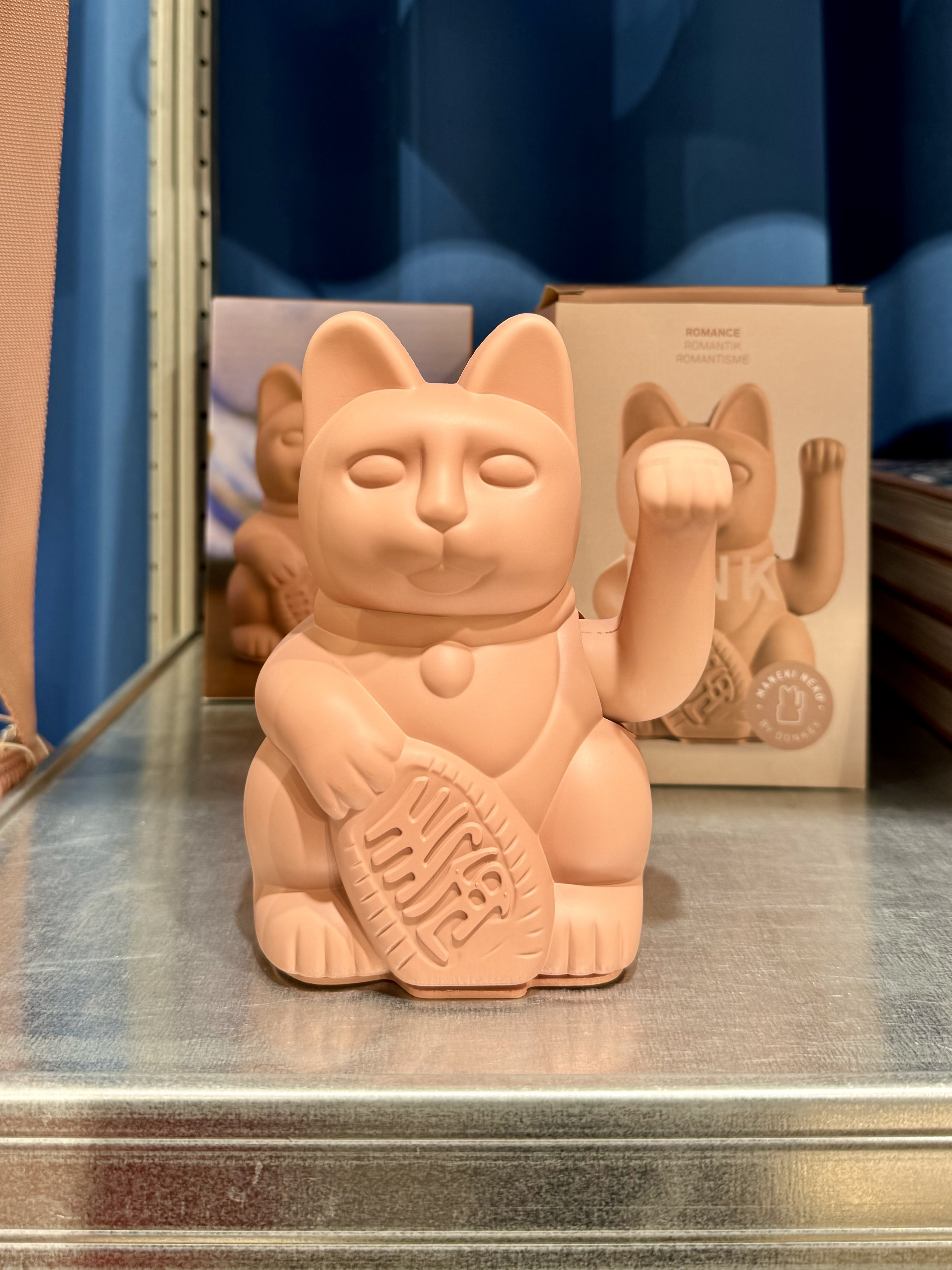
ヘルシンキ市内で売られている招き猫

### 招き猫にちなんだもの

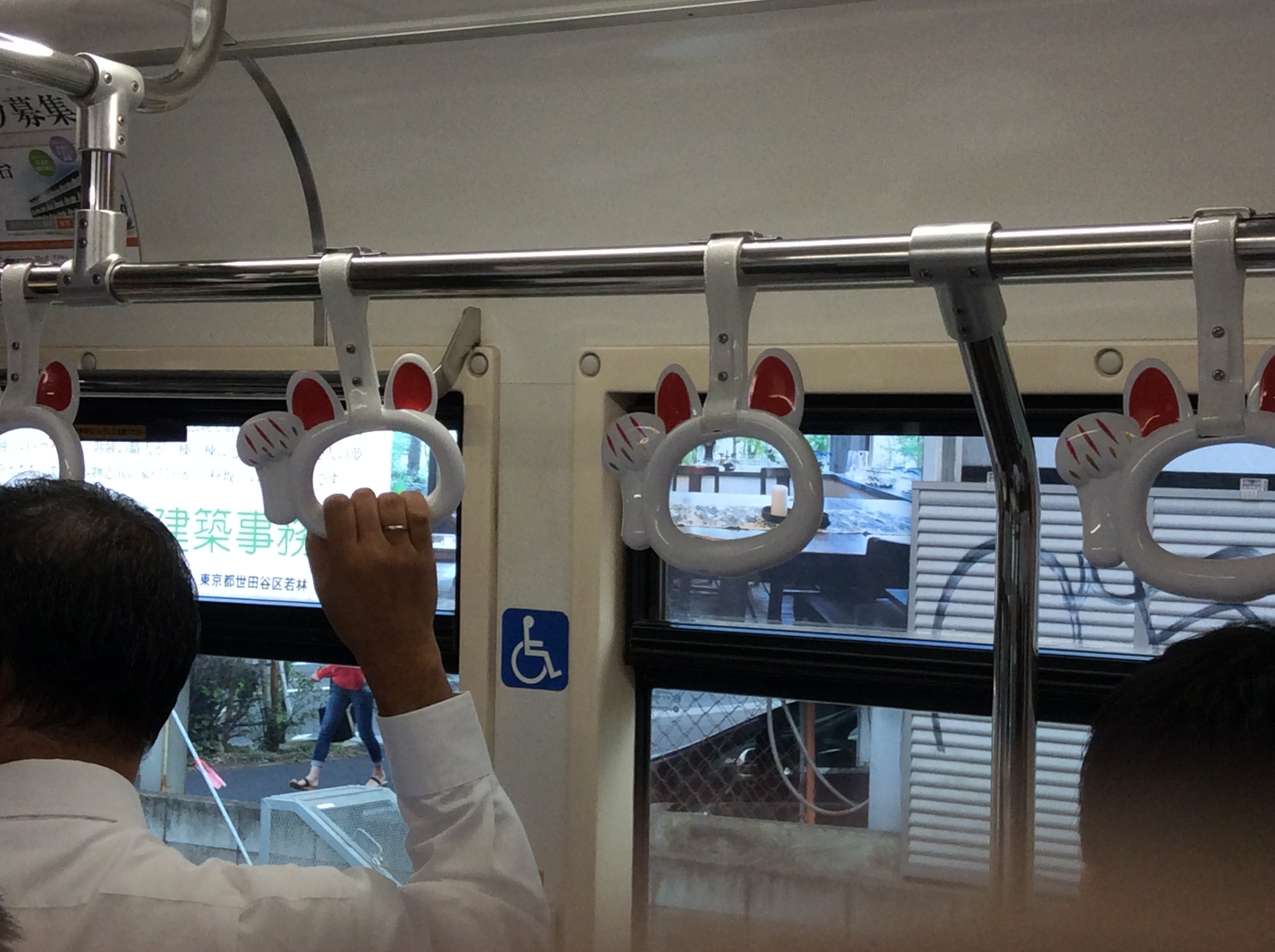
東急世田谷線車両内の招き猫型つり革

- 毎年9月29日は、日本招猫倶楽部が制定し日本記念日協会が認定した「招き猫の日」である。この日の前後の土日を中心に、三重県伊勢市のおかげ横丁、愛知県瀬戸市、長崎県島原市などで来る福招き猫まつりが開催されている。

- 和歌山電鐵貴志川線の貴志駅では、招き猫になることを期待され、三毛猫の「たま」が駅長（のち、執行役員駅長）に任命されている。このたま駅長をモデルにして、愛知県瀬戸市の招き猫メーカーが制作した特製の招き猫が貴志駅に贈られており、これは乗降客の増加を願う意味から左手を上げる形となっている。
- 成瀬善久投手は東京ヤクルトスワローズ時代、その招き猫のような投げ方から、投球フォームに招き猫投法というニックネームをつけられた。
- 常滑市の公式マスコットキャラクター「トコタン」は招き猫をモチーフとしている[3]。

## 由来
招き猫の由来には諸説ある。下記に掲げるもののほか、民間信仰説などいくつもの説があり、いずれが正しいかは判然としない。
招き猫のモデルは、毛繕いの動作（いわゆる「猫が顔を洗う」と言われる動作）ではないかとする説もある。

### 今戸焼丸〆猫（まるしめのねこ）説

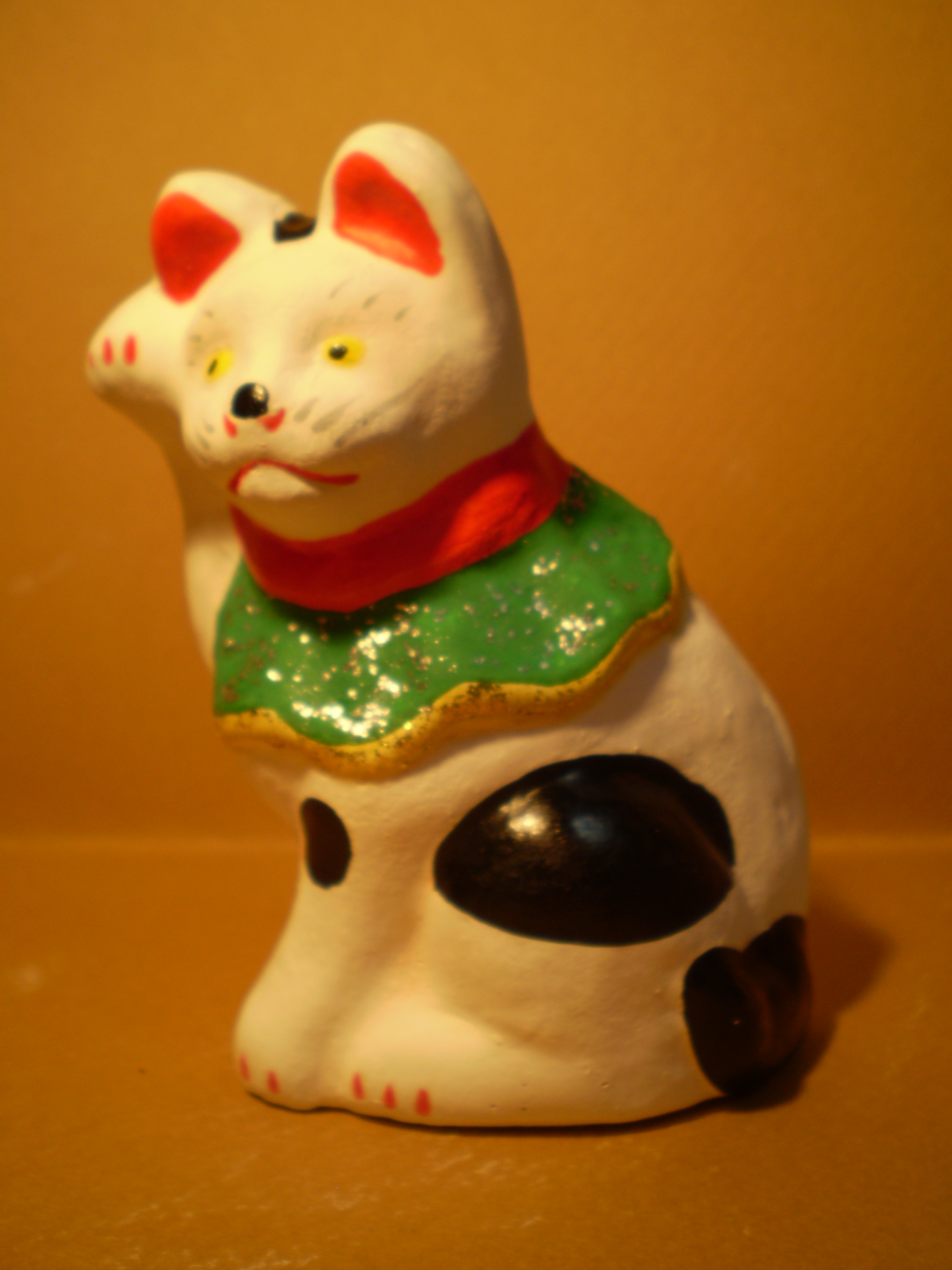
今戸焼 丸〆猫 嘉永安政風型

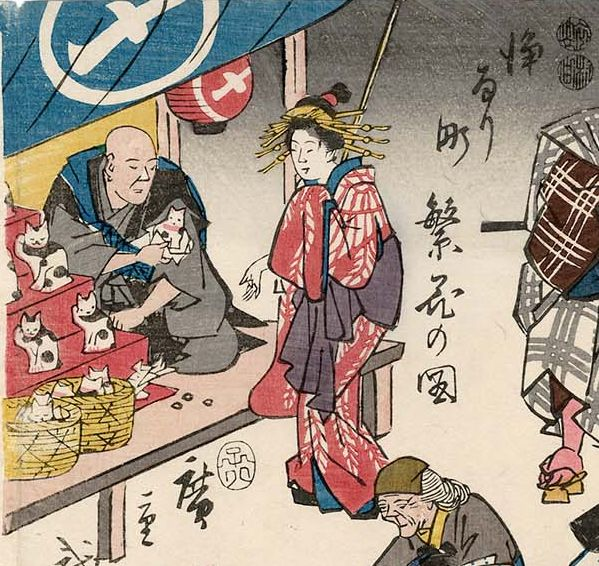
歌川広重「浄るり町繁花の図」（1852年）に見える丸〆猫の販売店（部分拡大）。

招き猫発祥の由来説のほとんどが伝説の域を出ないなか、今戸焼の丸〆猫は現在までのところ造形物として実在する最古の招き猫、あるいは遡ることのできる招き猫の起源とされるものである。

### 今戸焼説
上記の丸〆猫にも関連する説である。江戸時代の地誌『武江年表』嘉永5年（1852年）の項には浅草花川戸に住んでいた老婆が貧しさゆえに愛猫を手放した。すると夢枕にその猫が現れ、「自分の姿を人形にしたら福徳を授かる」と言ったので、その猫の姿の人形を今戸焼（今戸人形）の焼き物にして浅草神社（三社様）鳥居横で売ったところ、たちまち評判になったという。また古い伝世品や遺跡からの出土品から江戸時代の今戸焼製招き猫の存在は確認でき、上記嘉永5年の記述と符合する。記録では浅草寺および浅草神社（旧・三社権現）にゆかりのものである。（上記の今戸焼丸〆猫説参照）
有坂与太郎『郷土玩具大成』によれば、今戸は招き猫の唯一の生産地としており、最盛期は文化文政年間（1804年ｰ1830年）になってからであるとし、当時、猫と狐は今戸人形を代表する観さえ呈している、という。
これとは別に、平成のはじめ頃より、浅草今戸に鎮座する今戸神社が、平成の招き猫ブームや縁結びパワースポットブームに乗り、自ら「招き猫発祥の地」として看板を掲げ、多くの招き猫が奉られるようになった。その論拠は、旧今戸八幡が今戸焼の産地である浅草今戸町の産土神であったことによるものである。古い文献等には招き猫と今戸神社（昭和12年（1937年）に旧今戸八幡と旧亀岡町白山神社とを合祀）との結びつきを示す記録は見当たらず、平成の招き猫ブームやパワースポットブームに伴い、マスコミなどに対し発祥の地を名乗るようになった。現在、神社本殿に祀られている大型の招き猫は、戦後の常滑産招き猫の形状を参考に造形されたものであり、社務所より授与されている招き猫の形状は、陶器製・磁器製のものどちらも江戸から明治の今戸焼製の伝世品や遺跡からの出土品とは異なるものであり、時代考証的にも伝統性のない、現代の創作品である。

### 豪徳寺説

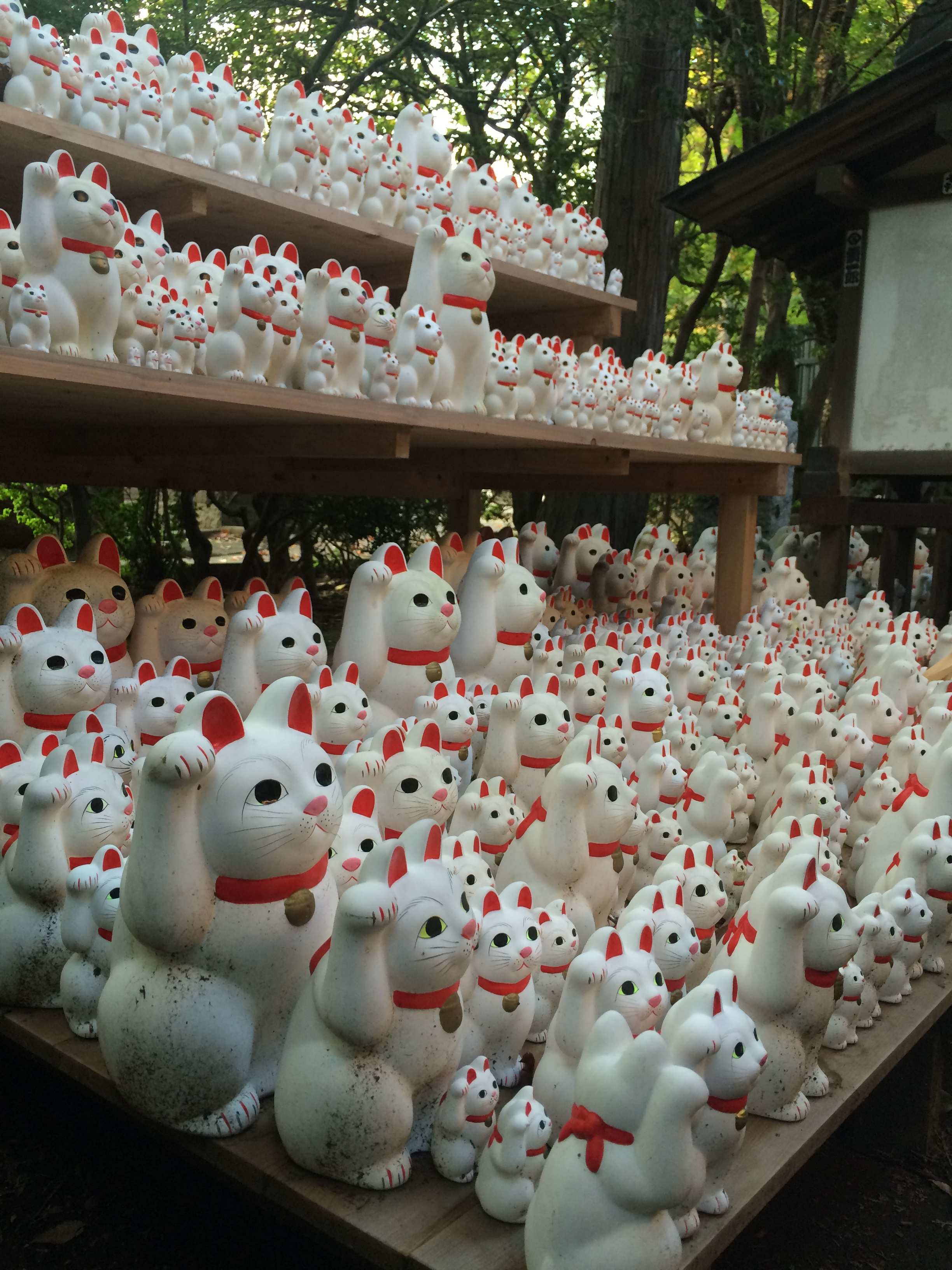
豪徳寺招猫殿脇の招福猫児

東京都世田谷区の豪徳寺が発祥の地とする説がある。
江戸時代に彦根藩第三代藩主井伊直孝が、鷹狩りの帰りに弘徳院という小寺の前を通りかかった。この寺の和尚の飼い猫が門前で手招きするような仕草をしていたため、藩主一行は寺に立ち寄り休憩した。すると雷雨となり、雨に降られずに済んだことを喜んだ直孝は、寛永10年（1633年）、弘徳庵に多額の寄進をし井伊家の江戸の菩提寺と定め、弘徳庵は大寺院の豪徳寺となった。歴代藩主や正室の墓所が所在する。
和尚はこの猫が死ぬと墓を建てて弔った。後には境内に招猫堂が建てられ、猫が片手を挙げている姿をかたどった招福猫児（まねぎねこ）が作られるようになった。
また、同じ豪徳寺説でも別の話もある。直孝一行が豪徳寺の一本の木の下で雨宿りをしていたところ、一匹の三毛猫が手招きをしていた。直孝がその猫に近づいたところ、先ほど雨宿りをしていた木に雷が落ちた。それを避けられたことを感謝し、直孝は豪徳寺に多くの寄進をした、というものである。
これらの猫をモデルとした著名なキャラクターが、井伊家の居城であった滋賀県彦根市の彦根城の築城400年祭マスコット「ひこにゃん」である。
招き猫は一般に右手若しくは左手を掲げ小判を掲示しているが、豪徳寺の境内で販売されている招き猫は全部右手（右前足）を掲げ、小判を持っていない。これは商家ではなく武家である井伊家の菩提寺であるためであるとされる。豪徳寺は小判を持っていない理由として「招き猫は機会を与えてくれるが、結果（＝この場合小判）までついてくるわけではなく、機会を生かせるかは本人次第」という考え方から、としている。
豪徳寺近くを通る東急世田谷線は2017年（平成29年）9月25日から2018年（平成30年）9月末まで、開業110周年記念として「幸運の招き猫電車」を運行している。

### 自性院説
東京都新宿区の自性院が発祥の地とする説がある。
ひとつは、江古田・沼袋原の戦いで、劣勢に立たされ道に迷った太田道灌の前に黒猫が現れて手招きをし、自性院に案内した。これをきっかけに盛り返すことに成功した太田道灌は、この猫の地蔵尊を奉納したことから、猫地蔵を経由して招き猫が成立したというもの。
もうひとつは、江戸時代中期に、豪商が子供を亡くし、その冥福を祈るために顔が猫面の「猫地蔵」を自性院に奉納したことが起源である、とするもの。
どちらにせよ「猫地蔵」の発祥話であり、本来は招き猫像に繋がる話ではない。

### 西方寺説
東京都豊島区の西方寺が発祥の地とする説がある。
かつて当寺が吉原遊廓に近い浅草聖天町に所在していた頃、吉原に薄雲太夫という花魁がいた。彼女は「玉」と名付けた一匹の猫を可愛がっていたが、ある日、太夫が厠に入ろうとすると、猫が着物の裾を噛んで離さなかった。駆けつけた楼主の治郎衛門が猫の首を切り落とすと、猫の首は厠の下溜めへと飛び、潜んでいた大蛇を噛み殺した。薄雲太夫は自分を守ろうとした猫を死なせてしまったことを後悔し、西方寺に猫塚を祀り、また愛猫を失い失意の太夫に馴染み客が贈った猫の木彫像を大切にし、太夫の死後に西方寺に寄進された。これが縁起物として広まった、とするものある。なお、当寺は江戸時代末期に火災で全焼し同像も焼失したとされる。

### 伏見稲荷説
京都府京都市伏見区の伏見稲荷大社が発祥の地とする説がある。